# Aspid GT-21 Invictus
Aspid GT-21 Invictus − hiszpański supersamochód produkowany przez firmę IFR Automotive w Reus w Hiszpanii. Pojazd mimo rozbudowanej konstrukcji z aluminium ma odkryte koła. Dzięki takiej konstrukcji oraz silniku V8 pochodzącym od BMW osiąga on 100 km/h w czasie nieco poniżej 3 s, a prędkość maksymalna wynosi 301 km/h. Firma planuje produkować 250 egzemplarzy rocznie.